# Чарлбі Дін
Чарлбі Дін Крік (англ. Charlbi Dean Kriek; 5 лютого 1990, Кейптаун — 29 серпня 2022, Нью-Йорк) — південноафриканська акторка та модель.

## Життєпис
Народилася 5 лютого 1990 року у Кейптауні, ПАР, в родині Йогана Кріка та Джоани Мюллер, мала брата Алексі Джейкобса Кріка. Із 6-річного віку почала працювати моделлю, знімалася у рекламі та каталогах. У 12 років підписала контракт з агенцією Alfa Model Management. У 14-річному віці перейшла на домашнє навчання, одночасно навчаючись у кейптаунській Waterfront Theatre School й працюючи між Токіо, Лондоном та Нью-Йорком.
У жовтні 2008 року потрапила в автомобільну аварію, в результаті якої отримала переломи зап'ястя і чотирьох ребер, а також колапс лівої легені, через що була змушена на деякий час перервати кар'єру.
2010 року дебютувала в кіно, виконавши роль Аманди у південноафриканській комедійній стрічці «Мальок» з Троєм Сіваном у головній ролі. 2017 року знялася в американському фільмі жахів «Не спи», де її партнерами стали Домінік Шервуд, Джил Геннессі, Кері Елвес та інші. Того ж року з'явилася в епізоді «Нестерпна спека» (англ. High Heat) 5-го сезону детективного серіалу «Елементарно». 2018 року знялася у кінодрамі «Інтерв'ю з Богом». Того ж року виконала роль найманої вбивці Ціанід у дев'яти епізодах серіалу «Чорна Блискавка», заснованого на персонажах DC Comics. У лютому 2020 року стало відомо, що її затверджено на одну з головних ролей у сатиричному фільмі «Трикутник смутку» Рубена Естлунда, прем'єра якого відбулася у рамках основної конкурсної програми Каннського кінофестивалю 2022 року, де він був удостоєний Золотої пальмової гілки.
Із червня 2018 року перебувала у стосунках з південноафриканською моделлю Люком Вокером (нар. 15 січня 1996), з яким заручилася у квітні 2022 року.
Чарлбі Дін померла 29 серпня 2022 року в одній з лікарень Нью-Йорка у 32-річному віці. Причиною смерті став бактеріальний сепсис, викликаний бактерією Capnocytophaga. Це стало можливим через операцію, яку їй зробили 10 років тому після автокатастрофи, видаливши селезінку. Люди без селезінки є особливо вразливими до цієї бактерії.

## Фільмографія
| Рік  |    | Українська назва             | Оригінальна назва                          | Роль                                |
| ---- | -- | ---------------------------- | ------------------------------------------ | ----------------------------------- |
| 2010 | ф  | Мальок                       | Spud                                       | Аманда                              |
| 2012 | кф | Примарні поля                | Illusive Fields                            | Надя                                |
| 2013 | ф  | Смертельні перегони-3: Пекло | Death Race 3: Inferno                      | Каламіті Джей                       |
| 2013 | ф  | Мальок 2                     | Spud 2                                     | Аманда                              |
| 2016 | ф  | Криваві води                 | Blood in the Water / Pacific Standard Time | Фібі                                |
| 2017 | с  | Елементарно                  | Elementary                                 | Красива Жінка (Епізод: "High Heat") |
| 2017 | ф  | Не спи                       | Don't Sleep                                | Шон Едмон                           |
| 2018 | ф  | Я не можу бути з тобою       | Can't Have You                             | Дженніфер / Кессіді Кубрик          |
| 2018 | ф  | Інтерв'ю з Богом             | An Interview with God                      | Грейс                               |
| 2018 | с  | Чорна Блискавка              | Black Lightning                            | Ціанід (9 епізодів)                 |
| 2022 | ф  | Трикутник смутку             | Triangle of Sadness                        | Яя                                  |